# Vallette
Le Vallette (Valëtte in piemontese) sono un quartiere della Circoscrizione 5 di Torino, situato nell'estrema periferia nord-ovest della città. Spesso viene assimilato insieme al vicino quartiere di Lucento, posto più a est. Più precisamente, il quartiere è delimitato:
- a sud confina con Corso Regina Margherita (quartiere Parella)
- verso nord la zona termina lungo Via Druento (confine con il comune di Venaria Reale)
- a est confina con Strada Altessano (quartiere Madonna di Campagna) e Via Cossa-Piazza Cirene-Via Sansovino (quartiere Lucento)
- a ovest da via delle Primule, estendendosi fino ai confini agresti della città il quartiere confina con la frazione Savonera di Collegno, separato dall'autostrada tangenziale nord.

## Storia
La storia delle Vallette s'intreccia tendenzialmente con il più antico quartiere di Lucento.

Il toponimo è di origine incerta: le prime fonti storiche sono quelle di un insediamento romano di origine patrizia della famiglia d'Aviglia che, nel basso Medioevo, venne ritrasformata e ribattezzata lungo un'antica strada chiamata ad Valletas, indicando probabilmente un piccolo avvallamento del territorio più a occidente, e per il quale la cascina venne quindi chiamata Ad Valletas di Aviglio. Successivamente la cascina divenne un rudere, e fu quindi sostituita da un'altra cascina nel 1634, ribattezzata semplicemente Le Vallette, ed ancor oggi esistente in Via dei Ciclamini, 5.

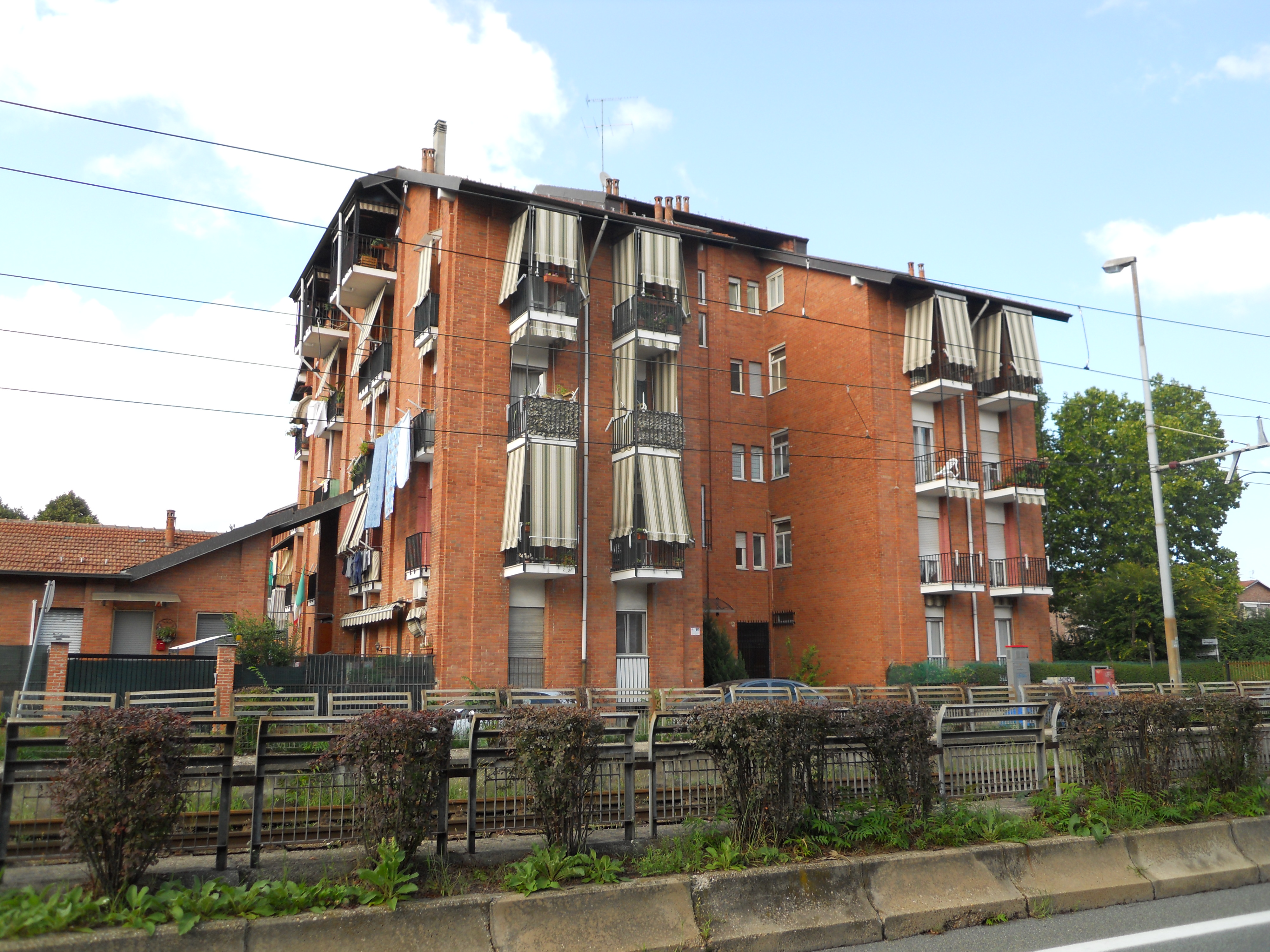
Altre abitazioni delle Vallette

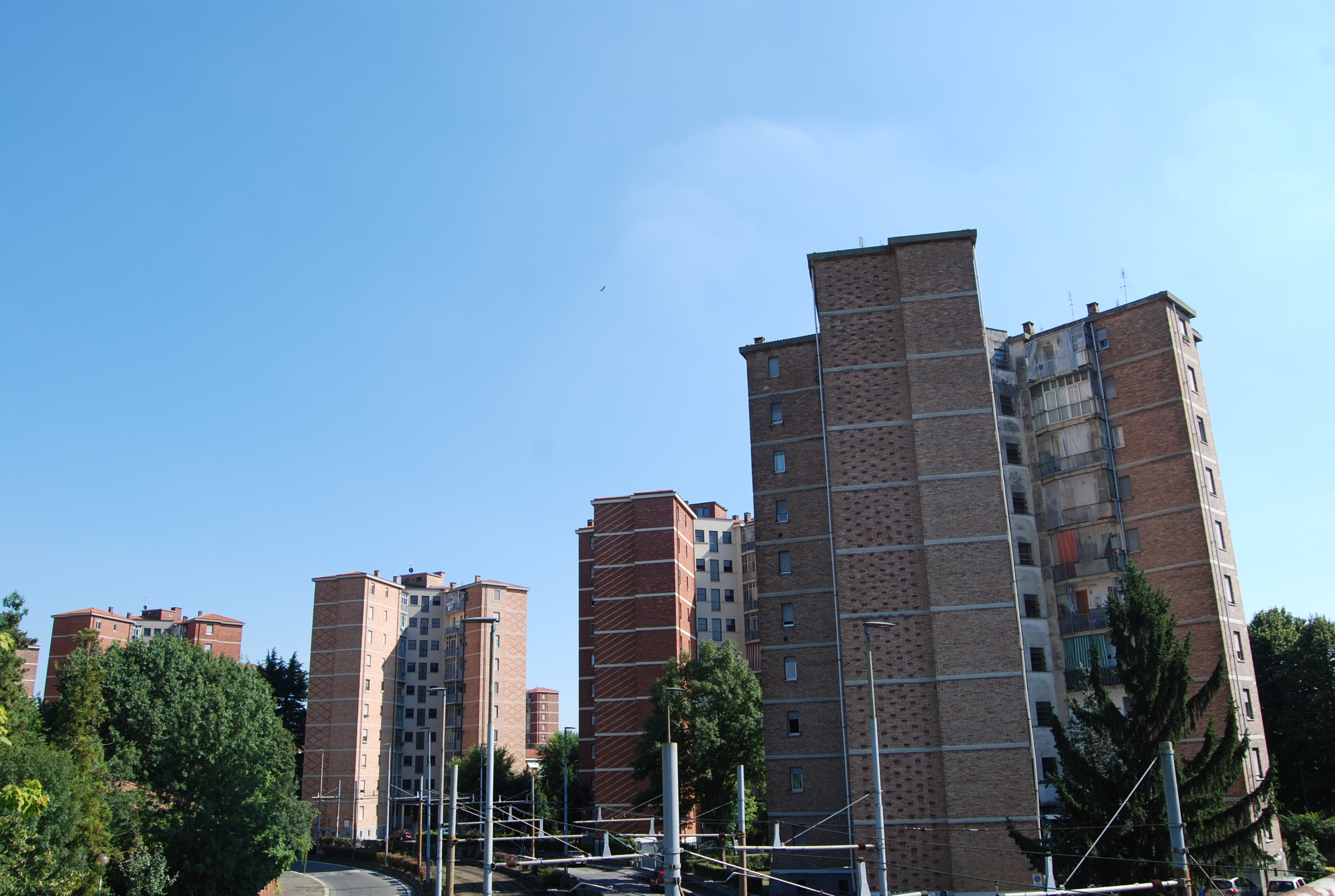
Il contesto delle Vallette è caratterizzato da questi palazzi di 10 piani costruiti sulla fine degli anni '50

Tutta la zona poi, rimase prettamente rurale per lunghissimo tempo, come prolungamento della stessa tenuta sabauda di Lucento: testimoni di questo periodo i ruderi della Grangia di Giacomo Ferroglio, meglio conosciuta come Cascina Bianco, i cui resti sono ancor oggi presenti tra i giardini di via Parenzo e Corso Cincinnato, oltre che i ruderi della Cascina Mineur, il Cascinotto e le antiche abitazioni di Tetti Basse di Dora. 

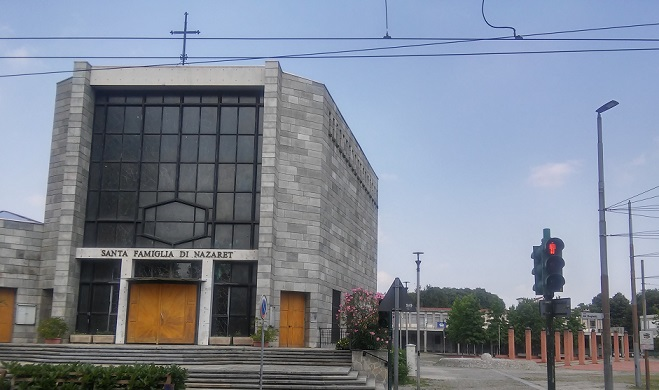
Chiesa della Santa Famiglia di Nazaret e piazza Montale, cuore del quartiere

Tra la fine degli anni cinquanta e i primi anni sessanta del XX secolo, iniziò a delinearsi il profilo urbano di quartiere operaio, sotto la spinta della grande migrazione dalle regioni dell'Italia meridionale. Il piano urbanistico fu elaborato nel 1957 dall'ing. Gino Levi-Montalcini, insieme agli architetti Nello Renacco, Aldo Rizzotti, Gianfranco Fasana, Nicola Grassi e Amilcare Raineri. I lavori iniziarono nel 1958, le prime case furono consegnate nel novembre 1961, mentre le ultime abitazioni vennero consegnate nell'anno 1968, per ritardi nelle costruzioni e vari intoppi burocratici.
Questo fu uno dei principali esempi dei piani previsti nel secondo settennato dell'INA-Casa. Coordinato dalla Commissione per l'Edilizia Popolare (CEP) ed appaltato dall'Istituto Autonomo per le Case Popolari (IACP), l'intervento previde la realizzazione di 16.500 vani su una superficie di 71 ettari, divisa in 12 lotti, su cui si alternarono blocchi residenziali a spazi per servizi e verde pubblico, per un totale di ventimila abitanti previsti a regime.
Il complesso edificato presentò eterogeneità tra i vari lotti, dalle case a schiera di sei-sette piani tra corso Ferrara e via delle Pervinche (Gino Levi-Montalcini, Felice Bardelli, Carlo Angelo Ceresa, Domenico Morelli, Mario Passanti, F. Vaudetti) a quelle con ampie corti interne e tetti a falde sporgenti nella zona tra via delle Primule e viale dei Mughetti (Augusto Cavallari Murat, Roberto Gabetti, Aimaro Isola, Giorgio Raineri). Da rilevare tra gli edifici di servizio al quartiere gli asili e le scuole elementari progettati da Ada Bursi. 
Tuttavia, la scelta di una zona lontana dal centro e posta ai confini estremi della città sollevò molte polemiche ed opinioni contrastanti in Consiglio comunale, con molti che videro nel neonato quartiere l'occasione per le ipotesi di segregazione sociale, ghettizzazione, alienazione ed estraneità delle popolazioni allora migranti in Torino.

Sul finire degli anni novanta la piazza centrale, dedicata a Eugenio Montale, fu oggetto di un intervento di riqualificazione da parte della città, con l'importante recupero del teatro parrocchiale e della zona pedonale antistante.

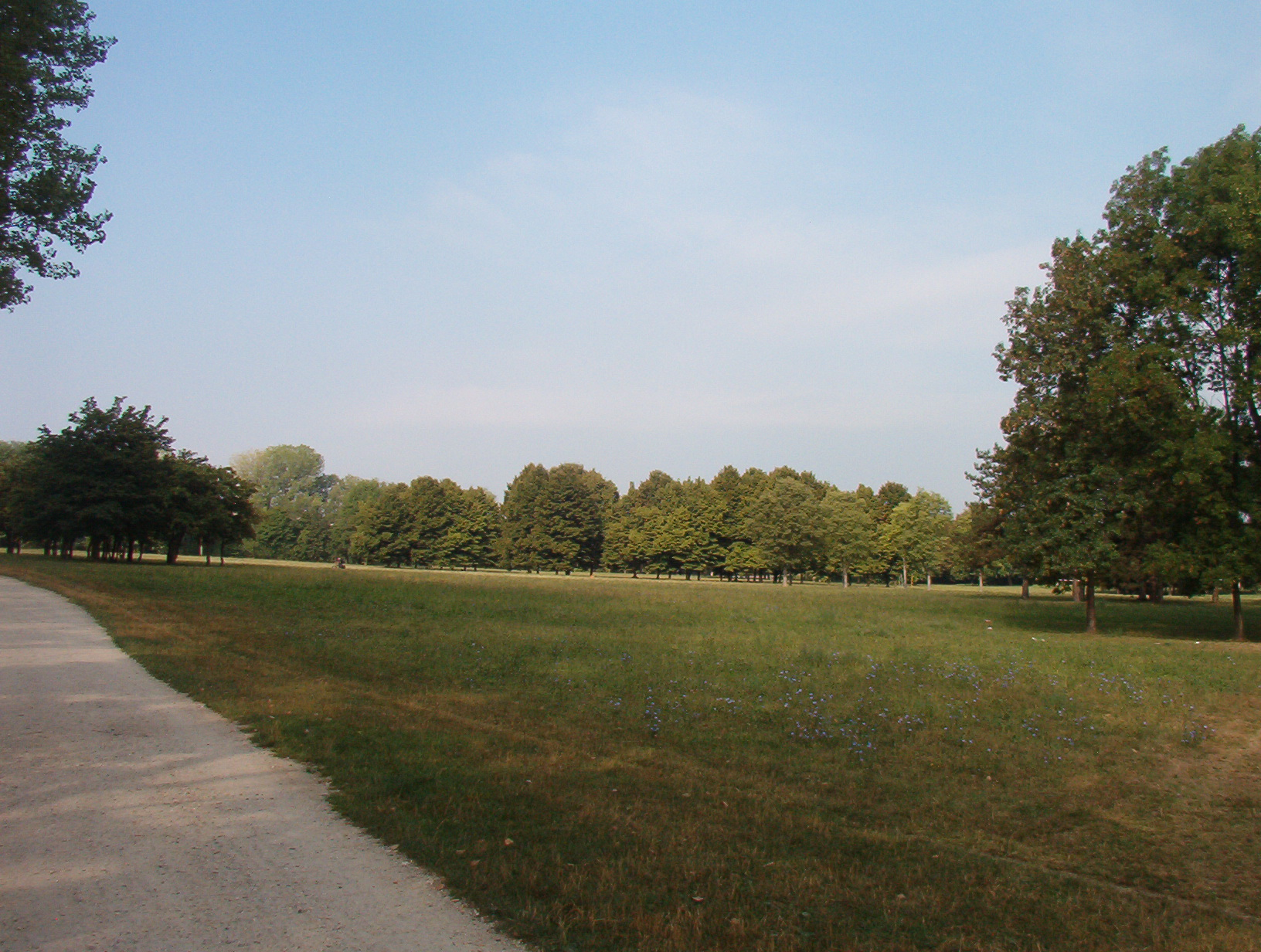
Uno scorcio della Pellerina. Il parco è dominato dalla presenza di alberi ad alto fusto, alternati ad ampi prati e radure

Oggi la zona Vallette rimane un quartiere periferico e residenziale che però può vantare molteplici viali alberati e varie aree verdi, quali:
- Giardini "Felice Cavallotti" di Corso Toscana angolo Corso Cincinnato
- Parco "Vittime delle Foibe" su Corso Grosseto, con a fianco la Cascina Cavaliera, chiamata così perché edificata dal Cavalier General d'Envie nel XVIII secolo
- il grande parco "Le Vallette", lungo via dei Gladioli e via Pianezza, con annessa pista ciclabile
- l'area verde di Piazza Giuseppe Pollarolo, con presenza di giochi ed attrezzature sportive, ampiamente rinnovate nel 2018[8]
- l'area verde più grande rimane, ovviamente, il Parco della Pellerina, oltre il Corso Regina Margherita

Nel quartiere si accesero varie polemiche e manifestazioni popolari quando, negli anni settanta, fu costruita la vasta discarica per gran parte dei rifiuti della città, nella zona detta di Barricalla-Cascina Gay, ai confini con la vicina frazione Savonera di Collegno. A tali polemiche, nel 2012 si aggiunse ancora la costruzione dell'adiacente nuova centrale elettrica e teleriscaldamento Iren per il nord-città: tuttavia, nel 2015 furono abbattute le due ciminiere della vecchia centrale di Strada Pianezza, con la riconversione dell'intera area in spazio verde, ed i cui lavori furono terminati nel maggio 2016, con l'inaugurazione da parte delle autorità cittadine.
Verso nord, al di là del Corso Ferrara, nella zona detta Continassa, fu costruito (1990) lo Stadio delle Alpi, poi sostituito in toto (2011) dallo Juventus Stadium, quindi il J-Museum, il PalaTorino (o Mazda Palace o PalaStampa), il centro commerciale Area12 Shopping Center, l'Arena Rock, l'area dell'ex-mattatoio di Via Traves (1950-1975), quindi il mercato ittico di Corso Ferrara.
Nel 1995, sul Viale dei Mughetti, fu eretta la nuova sede dei Giudici di Pace della città di Torino, mentre in Via Pianezza interno 300, oggi Via Maria Adelaide Aglietta, agli inizi degli ottanta fu costruito il nuovo complesso carcerario - Casa Circondariale "Le Vallette" -, che sostituì le carceri di Torino (le cosiddette "Nuove"), precedentemente collocate nel quartiere torinese di Cenisia. Dal 2011, la Casa Circondariale fu intitolata agli agenti di polizia penitenziaria torinese Giuseppe Lorusso e Lorenzo Cotugno, entrambi uccisi in agguati dai terroristi, rispettivamente nel gennaio 1979 e nell'aprile 1978.
Molti dei concerti che Torino ospitò furono accolti nelle strutture della zona settentrionale del quartiere, detta Continassa, a partire dal PalaStampa (oggi in disuso), quindi lo stadio delle Alpi (poi demolito per lasciare spazio all'odierno Juventus Stadium), per finire con l'Arena Rock (ex Mattatoio di Via Traves). 

## Trasporti

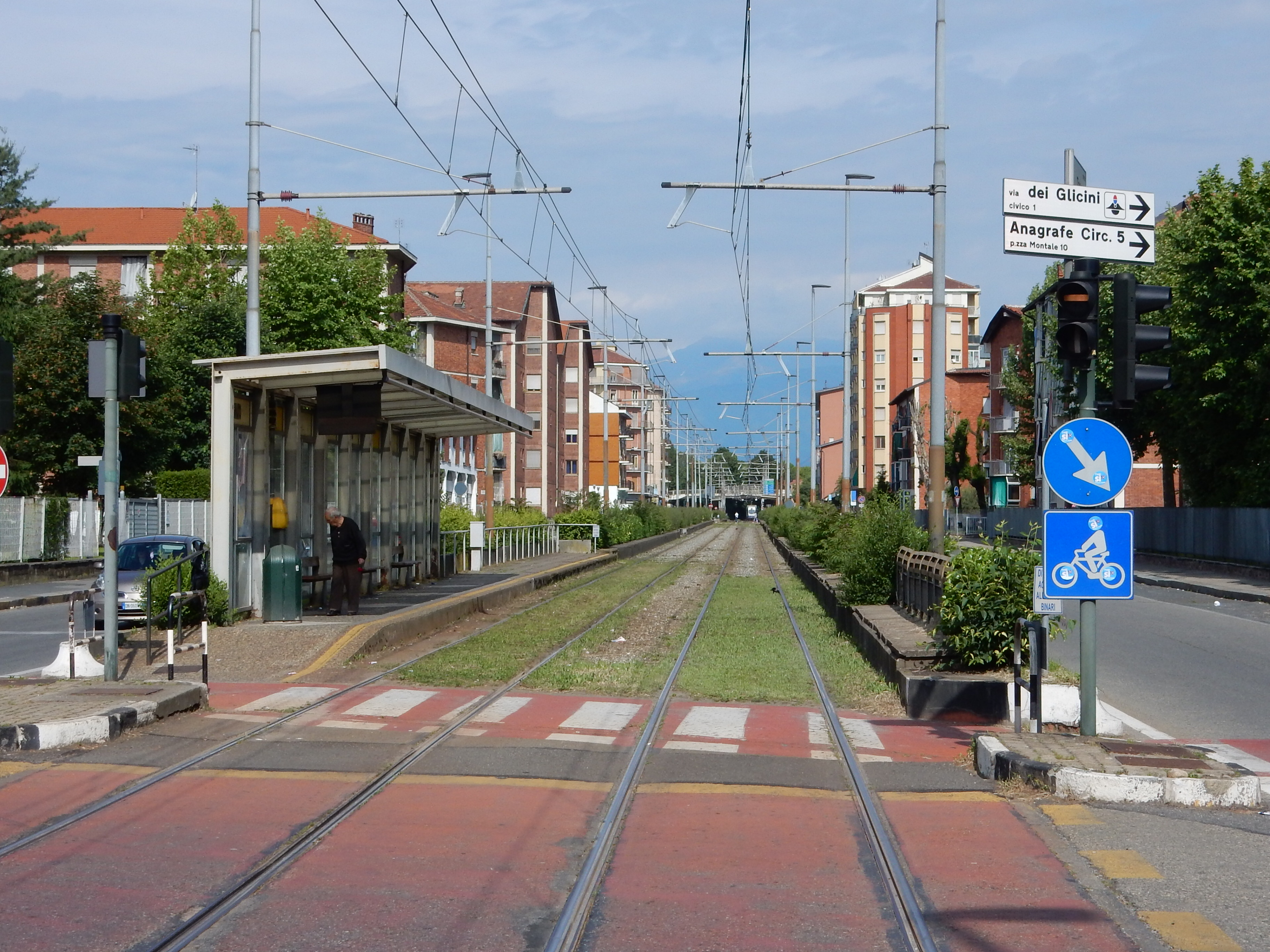
Linea 3 protetta in Corso Toscana

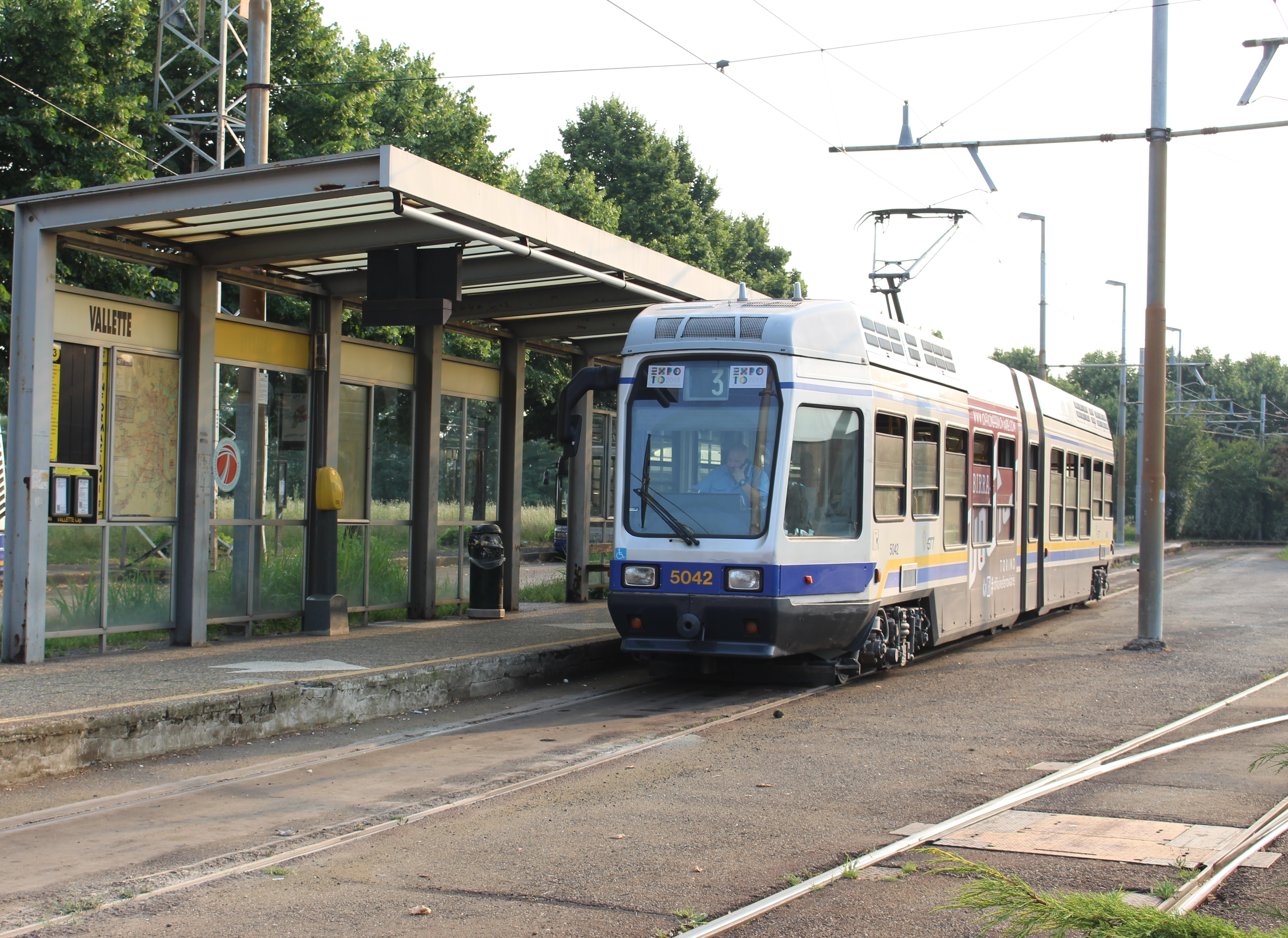
Un tram della linea 3 al capolinea Vallette

La zona Vallette è raggiungibile con la linea tram 3, inaugurata non senza molteplici polemiche ed accesi dibattiti con i residenti nell'ottobre 1987, su percorso protetto lungo tutto il rettilineo di Corso Toscana e successivamente di viale dei Mughetti, scavalcato da tre ponti pedonali e con capolinea nel piazzale Vallette, e con le seguenti linee di Bus e tram: 
- 9/tram (esercita solo in concomitanza di manifestazioni allo Juventus Stadium)
- 29 bus
- 32 bus suburbano
- 59 bus suburbano
- 62 bus urbano
- 72 e 72/ bus suburbano
- 75
- VE1

I tre sovrappassi pedonali, fortemente degradati dal tempo e dalle intemperie, sono stati chiusi per motivi di sicurezza nel 2017 e definitivamente abbattuti nel marzo 2019, su decisione del Comune di Torino, mutando definitivamente il volto ed il panorama del quartiere.

## Luoghi d'interesse
- Casa circondariale Lorusso e Cutugno
- J-Museum
- J-Village
- Juventus Stadium
- Juventus Training Center (Torino)